# Вілбер Норман Крістіансен
Вілбер Норман Крістіансен (англ. Wilbur Norman Christiansen; 9 серпня 1913 — 26 квітня 2007) — австралійський астроном, член Австралійської АН (1959).
Народився в Мельбурні. Освіту здобув у Мельбурнському університеті. У 1937—1948 працював у дослідницькій лабораторії фірми «Амелгамейтід вайрлесс» (Австралазія), де займався конструюванням направлених антен для радіозв'язку на великих відстанях. У 1948—1960 працював у відділі радіофізики Організації науково-промислових досліджень у Сіднеї. У 1960—1978 — професор електротехніки Сіднейського університету, з 1978 — почесний професор цього університету.
Наукові роботи відносяться до радіоастрономії. У 1949 розробив новий тип багатопроменевого радіоінтерферометра, що має високу кутову роздільність, який складається з лінійно розташованих рухомих параболоїдів; керував будівництвом першої такої системи в Поттс-Хіллі поблизу Сіднея. Згодом сконструював аналогічну хрестоподібну інтерферометричну систему — «хрест Крістіансена». Брав участь у розробці та будівництві радіоінтерферометрів у Вестерборку (Нідерланди), Сен-Мішель (Верхній Прованс, Франція), Пекінської обсерваторії (КНР), у Флерсі (поблизу Сіднея). Використав створені ним радіотелескопи для спостереження з високою роздільною здатністю головним чином випромінювання Сонця. Вивчив джерела дециметрового випромінювання на Сонці, показав, що вони пов'язані з оптичними деталями, причому радіовипромінювання виходить зі щільних областей нижньої корони і має температуру близько декількох мільйонів градусів. Протягом тривалого часу вивчав фонове випромінювання спокійного Сонця, побудував карту радіовипромінювання спокійного Сонця з високою роздільною здатністю, отримав перше підтвердження теоретично передбаченого східно-західного пояскравішання диска. З початку Міжнародного геофізичного року (1 липня 1957) до 1975 керував публікацією щоденних карт сонячного радіовипромінювання. Відразу після виявлення в 1951 Г. Юеном і Е. Перселлом монохроматичного радіовипромінювання нейтрального водню на хвилі 21 см Крістіансен разом із Дж. В. Гіндманом виконав огляд випромінювання водню і отримав перше радіоастрономічну вказівку на існування спіральних гілок в Галактиці.
Голова Австралійського національного комітету з радіонауки (1960—1976), президент Комісії з радіоастрономії Міжнародного союзу радіонаук (1963—1966), віце-президент (1972—1978) і президент (1978—1981) цього союзу, віце-президент Міжнародного астрономічного союзу (1964—1970).
Астероїд 8313 Крістіансен, відкритий 19 грудня 1996 року, названо на честь вченого.